# Cristóbal de Olid
Cristóbal de Olid, né vers 1483 à Baeza (royaume de Castille) et mort en 1524, à Naco (actuel Honduras), est un conquistador espagnol qui a participé à la conquête de l'Empire aztèque et à l'exploration du Mexique sous les ordres d'Hernán Cortés, capitaine général de la Nouvelle-Espagne à partir de 1521.
Ayant trahi ce dernier au cours d'une expédition au Honduras (alors appelé Las Hibueras), il est condamné à mort et exécuté dans le village de Naco.

## Biographie

### Origines familiales
Cristóbal de Olid, est natif de Baeza, en Andalousie.
On ignore tout de sa jeunesse. Il épouse à une date inconnue une Portugaise, Felipa de Araujo, dont il a une fille, María ou Antonia Olid y Viedma.

### Débuts dans le Nouveau Monde
En 1492, Christophe Colomb (1450-1506) découvre, au nom des Rois catholiques, plusieurs îles des Caraïbes, notamment Hispaniola (Saint-Domingue), dont la colonisation commence dès 1493. En 1509, les Espagnols conquièrent la Jamaïque, puis Cuba en 1511, dont le gouvernorat revient à Diego Velázquez de Cuéllar.
Cristobal de Olid arrive à Cuba et devient l'interprète[pas clair] du gouverneur.
Vers 1518, il habite à Trinidad de Cuba. Il part pour le Yucatán à la recherche de l'expédition de Juan de Grijalva, mais une tempête l'oblige à rentrer à Cuba.

### La conquête de l'Empire aztèque

#### Débuts de l'expédition de Cortés (février 1519-avril 1520)

La route de Cortés de Vera Cruz à Mexico-Tenochtitlan.

En 1518, Hernan Cortés, membre de l'état-major de Velasquez, se voit confier une mission d'exploration du Mexique au nord du Yucatan. Olid, qui est un ami de Cortés, est choisi pour être capitaine d'un de ses navires.
En avril 1519, l'escadre débarque à l'endroit, face à l'île de San Juan de Ulúa, où, quelques semaines plus tard, Cortés fonde Villa Rica de la Vera Cruz (9 juillet). Olid est promu maître de camp, puis nommé lieutenant-gouverneur et alcalde de la ville.
En août, Cortés part à la tête de 300 Espagnols et de 800 Totonaques, vers Mexico-Tenochtitlan, afin de rencontrer l'empereur Moctezuma II. Les Espagnols sont accueillis à Mexico en novembre et les choses se passent d'abord bien, avant de se tendre gravement, au point que Cortés prend Moctezuma en otage pour garantir sa sécurité.
Au printemps 1520, Diego Velasquez envoie Pánfilo de Narváez à la poursuite de Cortés, estimant qu'il outrepasse la mission qui lui a été confiée et qu'il est devenu rebelle. Cortés quitte Mexico pour rencontrer Narvaez, qu'il bat sans trop de peine près de Vera Cruz, obtenant le ralliement de ses soldats. Au cours de cet épisode, Olid commande une unité des forces de Cortés.

#### LaNoche Tristeet ses suites (juin 1520-mai 1521)
Revenant à Mexico, ils trouvent la garnison espagnole, commandée par Pedro de Alvarado en l'absence de Cortés, assiégée par les Aztèques, qui sont entrés en rébellion en mai. Moctezuma est tué le 29 juin et Cortés décide qu'il faut évacuer à tout prix la ville, ce qui a lieu durant la nuit du 30 juin au prix de lourdes pertes : c'est la Noche Triste, à laquelle Olid est encore présent aux côtés de Cortés.
Il prend alors la tête d'une unité de 200 fantassins, 10 cavaliers et de nombreux auxiliaires indiens, chargée de sécuriser la route de Vera Cruz. Il attaque les villes de Guacachula et Tecamachalco, hostiles aux Espagnols.
Parvenu en territoire sûr, Cortés reconstitue ses forces et en mai 1521 revient à Mexico pour s'en emparer.

#### Le siège de Tenochtitlan (mai-août 1521)
Olid commande alors une des trois divisions qui attaquent la ville, composée de 30 cavaliers, 20 fusiliers et arbalétriers, 175 fantassins et 8 000 Tlaxcaltèques. Ses trois lieutenants sont Andrès de Tapia, Francisco Verdugo et Francisco de Lugo.
Le 13 mai 1521, la division se met en route pour Acolman, où elle doit passer la nuit. C'est alors qu'a lieu un incident avec Pedro de Alvarado, un autre capitaine de Cortés. Olid décide de faire marcher ses hommes un peu plus vite que ceux d'Alvarado, afin d'arriver le premier à Acolman. À son arrivée, Alvarado ne trouve plus aucun logement pour ses troupes. Le mécontentement est tel que des hommes mettent les mains sur leurs épées, prêts à en découdre. Quelques-uns s'interposent pour ramener tout le monde à la raison. Cortés est obligé d'envoyer des messagers pour régler le différend. Le calme revient, mais cet incident marque un point de rupture définitif dans les relations d'Olid avec Alvarado,.
Quelques jours plus tard, il attaque Tenochtitlan avec sa division, aux côtés de la division d'Alvarado. L'assaut ayant échoué, Olid se replie à Coyoacán. Ce faisant, il répond aux ordres directs de Cortés, mais divise les forces espagnoles, ce que lui reproche Pedro de Alvarado, ainsi que, ex post, Bernal Díaz del Castillo. Il installe son camp à Coyoacán avant d'être rejoint par Cortés et ses brigantins.
Les assauts sur Tenochtitlan se succèdent, mais sans résultat immédiat. On lui attribue parfois le fait d'avoir sauvé la vie de Cortés, blessé et submergé par les Aztèques. C'est en fait une confusion avec un soldat presque homonyme, Cristóbal de Olea, originaire de Vieille-Castille.
La ville tombe finalement le 13 août.

### La Nouvelle-Espagne

#### Mise en place de la domination espagnole (1521-1523)
L'Empire aztèque s'effondre ensuite assez rapidement et Cortés se trouve à la tête d'un vaste territoire, qu'il nomme Nouvelle-Espagne. Il en est le capitaine général, titre que Charles Quint confirmera en 1522. Installé à Cayoacan, Cortés dirige les travaux de démolition de Tenochtitlan et de construction de la ville espagnole de Mexico, qui est achevée en 1523.
Durant cette période, Olid mène une expédition réussie au Michoacán. Il réprime ensuite des troubles à Zacatula et Colima.

#### L'expédition vers le Honduras (1524)
Le 11 janvier 1524, il part pour le Honduras (alors appelé Las Hibueras) à la tête d'une expédition organisée par Cortés, avec cinq navires et de l'artillerie, 400 hommes, 30 chevaux. Il doit cependant passer par Cuba pour récupérer des chevaux et des munitions supplémentaires achetées par Cortés par l'intermédiaire d'Alonso de Contreras.
Lorsqu'il arrive à Cuba, il entre en contact avec le gouverneur Diego Velázquez de Cuéllar, qui considère Cortés comme un adversaire, malgré la protection que lui a accordé Charles Quint. Il souhaite priver Cortés des découvertes éventuelles de cette expédition et pousse Olid à se libérer de sa tutelle et à se considérer comme agissant au nom du roi d'Espagne et de son représentant à Cuba.

#### Trahison et mort
Le 3 mai 1524, Olid débarque au Honduras et fonde la ville de Triomphe de la Croix. Il proclame immédiatement qu'il rejette l'autorité de Cortés et est approuvé par la majorité de ses soldats, dont une grande partie sont des anciens de l'expédition de Narváez.
En juin 1524, Cortés est informé de sa trahison et met sur pied une expédition punitive, qu'il confie à son cousin Francisco de las Casas, également avec cinq navires et une centaine d'hommes. L'expédition est victime d'une tempête et Olid capture Francisco de las Casas. Mais les soldats fidèles à Cortés aident las Casas à s'échapper.
Au cours d'un affrontement entre les deux groupes, Olid est blessé dans des conditions non connues et fait prisonnier. Il est alors jugé, condamné à mort et égorgé, ou étranglé selon les sources, en public sur la place de Naco.

## Témoignage sur Cristobal de Olid
Bernal Díaz del Castillo nous le décrit ainsi : 
« Il était intrépide à pied et à cheval, extrêmement résolu, mais bien plus fait pour recevoir des ordres que pour commander aux autres. Il avait 36 ans […] et était de haute taille, fortement membré, large d'épaules, de bonne tournure, un peu blond, d'un bel aspect de visage, bien qu'ayant la lèvre inférieure fendue et comme partagée par une fissure. Il avait la voix forte et parlait d'un ton imposant ; sa conversation était agréable, et, entre autres qualités, il était généreux. Au commencement de l'expédition, il se montra des meilleurs serviteurs de Cortés, mais l'ambition de commander et de ne plus recevoir d'ordres l'aveugla. »